# Problem hazardu
Problem hazardu – pragnienie ciągłego uprawiania hazardu, pomimo krzywdzących, negatywnych konsekwencji oraz chęci zaprzestania. Silny problem z hazardem może być diagnozowany jako kliniczny hazard patologiczny, jeśli spełnione są pewne kryteria. Patologiczny hazard jest częstym zaburzeniem, które jest powiązane zarówno ze stratami społecznymi, jak i stratami rodzinnymi.
DSM-5 zaklasyfikowało ten stan jako zaburzenie związane z uzależnieniem, którego ofiary doświadczają wielu podobieństw do tych uzależnionych od substancji. Patologiczny hazard przez długi czas był uważany przez Amerykańskie Towarzystwo Psychiatryczne nie jako uzależnienie, ale jako zaburzenia kontroli impulsów.
Jednakże dane wskazują, że patologiczny hazard jest bliżej powiązany z zaburzeniami związanymi z nadużywaniem substancji niż z zaburzeniami obsesyjno-kompulsyjnymi, głównie, dlatego że zachowania tych dwóch pierwszych zaburzeń polegają na dążeniu do aktywowania mechanizmu układu nagrody, zaś zaburzenia obsesyjno-kompulsyjne są pobudzane przez nadmiernie ruchliwe i źle ulokowane sygnały z mechanizmu strachu mózgu.
Problem z hazardem to uzależnienie behawioralne, które często współwystępuje z problemami z alkoholem. Bardzo częstą cechą udzielającą się u osób z uzależnieniem od hazardu jest impulsywność.

## Objawy i symptomy
Badania prowadzone przez rząd Australii poprowadził do uniwersalnej definicji, która jest jedyną definicją opartą na badaniach: "Problem hazardu cechuje się wieloma problemami takimi jak marnotrawienie pieniędzy i/oraz czasu na hazardzie, co prowadzi do niekorzystnych konsekwencji dla osoby uzależnionej, innych w jego otoczeniu lub dla społeczeństwa." Z kolei oddział medyczny University of Maryland zdefiniował patologiczny hazard jako "niemożność oparcia się impulsom hazardowym, prowadząca do wielu konsekwencji osobistych i społecznych".
Większość innych definicji tego problemu może być uproszczona do powodowania szkód u osoby uzależnionej oraz jej otoczenia na wiele sposobów. Jednakże te definicje są zwykle połączone z opisami rodzaju szkody lub stosowania kryteriów diagnostycznych. DSM-5 przeklasyfikowało patologiczny hazard i umieściło je nie w zaburzeniach obsesyjno-kompulsyjnych, a w zaburzeniach związanych z substancjami i zaburzeniach uzależniających. Stało się tak przez symptomatologię zaburzenia znaną z zaburzeń nadużywania substancji. Aby zdiagnozować problem hazardu, wystarczy zaobserwować cztery z poniższych dwunastu symptomów w okresie dwunastu miesięcy:
- potrzeba zwiększania ilości pieniędzy przeznaczonych na hazard aby osiągnąć podekscytowanie
- nerwowość i drażliwość podczas prób ograniczenia lub zaprzestania hazardu
- wielokrotne nieudane próby zaprzestania hazardu
- spędzanie czasu na myśleniu o doświadczeniach z hazardem z przeszłości, planowaniu następnych przedsięwzięć związanych z hazardem, sposobach na zdobycie pieniędzy które zostaną przeznaczone na hazard
- uciekanie do hazardu podczas bycia nieszczęśliwym
- wracanie do hazardu dzień po stracie pieniędzy w celu jej nadrobienia
- kłamanie aby ukryć stopień powiązania z hazardem
- zagrożenie utraty lub utrata ważnych relacji, pracy, edukacji lub kariery przez hazard
- poleganie na pieniądzach innych w kryzysowych sytuacjach finansowych spowodowanych przez hazard

## Czynniki prowadzące do uzależnienia od hazardu
Specjaliści z Kliniki Mayo określają uzależnienie od hazardu jako problem spowodowany czynnikami biologicznymi, genetycznymi lub środowiskowymi, takimi jak:
- zaburzenia związane ze zdrowiem psychicznym (nadużywanie substancji, zaburzenia osobowości, stany emocjonalne)
- wiek oraz płeć (zwykle ludzie młodzi lub w średnim wieku, częściej mężczyźni niż kobiety)
- wpływ przyjaciół oraz rodziny
- cechy charakteru
- specyfiki z rzadko spotykanymi skutkami ubocznymi (np. leki przeciwpsychotyczne)

Inne badania wskazują również na:
- zaburzenia pourazowe
- duża ekspozycja na stres
- samotność
- inne uzależnienia

Nieleczony problem z hazardem może prowadzić do wielu poważnych długofalowych skutków:
- problemy z relacjami z rodziną
- problemy finansowe
- problemy prawne
- problemy mentalne
- myśli i próby samobójcze, ewentualnie samobójstwo

### Wskaźnik samobójstw
Osoba uzależniona, które nie otrzyma pomocy, może rozważać samobójstwo, gdy wystąpią takie problemy jak poczucie bezsilności, silna depresja i poczucie braku nadziei. Problem z hazardem często jest powiązany ze zwiększoną ilością myśli samobójczych oraz prób samobójczych w porównaniu z ogółem społeczeństwa.
Wczesny początek uzależnienia od hazardu zwiększa ryzyko życiowe samobójstwa z tego powodu. Badania z 2010 roku z The Alfred Hospital wskazały, że 17% pacjentów po próbie samobójczej przyznało się do problemu z hazardem. W Stanach Zjednoczonych, Krajowa Rada ds. Hazardu ujawniła statystyki z których wynika że jedna na pięć osób uzależnionych od hazardu popełnia samobójstwo. Jest to najwyższy wskaźnik wśród wszystkich zaburzeń związanych z uzależnieniem. Czasami po samobójstwie hazardzisty jego rodzina mierzy się z długami, ponieważ wysokość zobowiązań może przekraczać wartość spadku. 

## Mechanizmy działania

### Mechanizmy biologiczne
Według Instytutu Leczenia Uzależnień w Illinois, dane wskazują na spore podobieństwo patologicznego hazardu i uzależnień chemicznych. Nałogowcy mają niższy poziom noradrenaliny niż osoby korzystające z hazardu sporadycznie. Według badań Aleca Roya, noradrenalina jest wydzielana podczas stresu lub pobudzenia, więc hazard jest dla osób uzależnionych sposobem nadrobienia braku tej substancji.
Deficyt serotoniny również może wpływać na zwiększoną tendencję do hazardu.

### Mechanizmy psychologiczne
Wiele mechanizmów psychologicznych jest uważanych za powiązane z rozwojem problemu z hazardem. Po pierwsze, działanie układu nagrody jest inne w przypadku uzależnionych. Po drugie, sporo osób uważa hazard za dobry sposób na ucieczkę od ich codziennych problemów. Po trzecie, cechy osobowości grają dużą rolę, takie jak narcyzm, skłonność do podejmowania ryzyka, szukanie wrażeń i impulsywność. Po czwarte, duża ilość błędów poznawczych, takich jak złudzenie kontroli, nierealistyczny optymizm, zbytnia pewność siebie czy paradoks hazardzisty.

## Leczenie
Większość sposobów leczenia problemu z hazardem zawiera pomoc terapeuty, programy takie jak na przykład program 12 kroków, samopomoc, grupy wzajemnego wsparcia czy leczenie medyczne. Jednakże trudno wskazać najbardziej skuteczny sposób, nie ma też oficjalnie zatwierdzonej medycznej sposoby leczenia patologicznego hazardu.